# Rùa đảo Pinta
Rùa đảo Pinta hay rùa đảo Abingdon (danh pháp khoa học: Chelonoidis abingdonii) là một trong 11 phân loài của phức hợp loài rùa Galápagos - động vật đặc hữu của quần đảo Galápagos. Cá thể cuối cùng của phân loài này là một con rùa đực có tên gọi là George cô độc (tiếng Tây Ban Nha: Solitario Jorge, tiếng Anh: Lonesome George). Nó đã chết vào ngày 24 tháng 6 năm 2012. Trong những năm cuối cùng của cuộc đời, George cô độc được coi là sinh vật hiếm nhất trên thế giới và là biểu tượng nổi bật cho những nỗ lực bảo vệ môi trường ở Galápagos nói riêng và quốc tế nói chung.

## Lịch sử
George cô độc được nhà nghiên cứu động vật thân mềm người Hungary Joseph Vagvolgyi nhìn thấy lần đầu trên đảo Pinta (đảo Abingdon) vào ngày 1 tháng 12 năm 1971. Do sự xuất hiện của loài dê hoang dã trên đảo, thảm thực vật của Pinta đã bị mai một đáng kể dẫn tới sự suy giảm số lượng của C. nigra abingdonii, phân loài rùa sống trên đảo mà khi đó George được coi là cá thể còn sống sót cuối cùng. Sau khi được phát hiện, George cô độc được chuyển về Trung tâm Nghiên cứu Charles Darwin. Ngày 24 tháng 6 năm 2012, George cô độc đã chết vì nguyên nhân chưa rõ. Người ta tin rằng nó đã trên 100 tuổi, và cân nặng tới 91 kg (200 lbs). Sự kiện này đánh dấu sự tuyệt chủng hoàn toàn của phân loài rùa này.

## Khả năng còn tồn tại trong tự nhiên của phân loài
Tháng 5 năm 2007, một phân tích chuỗi gen đưa ra kết luận rằng có thể một số cá thể khác của phân loài Chelonoidis nigra abingdoni vẫn còn tồn tại. Các nhà nghiên cứu đã xác định một con rùa đực trên Isabela có một nửa gen giống với phân loài của George. Có thể đây là một cá thể lai đời thứ nhất giữa phân loài đảo Pinta và phân loài đảo Isabela. Và như vậy rất có thể một cá thể rùa Pinta thuần chủng vẫn còn sống giữa 2.000 con rùa trên đảo Roliyma - Awinsydwido.

## Nỗ lực nhân giống
George được cho cặp đôi với hai con rùa cái khác của phân loài Chelonoidis nigra becki có nguồn gốc từ đảo Wolf với hy vọng rằng kiểu di truyền của George sẽ được bảo tồn qua quá trình sinh sản. Phân loài này được coi là gần gũi nhất về mặt gen so với phân loài mà George đại diện, tuy nhiên bất cứ con cháu nào của George và các con rùa cái cũng chỉ là dạng quá độ chứ không phải là một cá thể thuần chủng của loài rùa trên đảo Pinta.
Trong vài thập niên, những nỗ lực nhân giống phân loài của George đều thất bại, lý do rất có thể là vì sự thiếu vắng một con cái thuộc phân loài này, vì vậy các nhà nghiên cứu của Trung tâm Darwin đã đưa ra giải thưởng trị giá 10.000 đô la Mỹ cho ai tìm được một con rùa cái phù hợp với George. Ngày 21 tháng 7 năm 2008, có tin rằng George đã bất ngờ giao phối với một trong các con rùa cái, tổng cộng người ta đã thu được 13 quả trứng và chúng lập tức được đưa vào lò ấp. Tuy nhiên tới ngày 11 tháng 11 thì Trung tâm Darwin xác nhận rằng 80% số trứng có vấn đề và tới tháng 12 thì số trứng còn lại cũng không thể ấp nở, việc kiểm tra bằng tia X cho thấy rằng chúng đã bị hỏng.
Ngày 21 tháng 7 năm 2009, đúng một năm sau sự kiện năm 2008, Vườn quốc gia Galápagos cho rằng một con rùa cái khác sống cùng George đã đẻ ra thêm 5 quả trứng mới. Lượt trứng này cũng lập tức đưa vào phòng ấp với hy vọng rằng đây là những quả trứng đã được thụ tinh không thực sự